# Вадим (поема)
«Вадим» — незавершена поема російського письменника і поета Олександра Пушкіна, написана 1822 року. Збереглася лише перша пісня.

## Історія написання
В основу твору покладено легендарний переказ про новгородця Вадима, який підняв повстання проти Рюрика.
З кінця XVIII століття образ Вадима, як захисника політичної свободи, був популярний у літературі, особливо після трагедії Я. Б. Княжнина «Вадим Новгородський». До цієї теми також звертався В. Ф. Раєвський, друг Пушкіна.

## Публікація
Спочатку було надруковано лише уривок поеми в альманасі «Пам'ятник вітчизняних муз» на 1827 рік без відома Пушкіна. Потім Пушкін надрукував більш широке вилучення з поеми в «Московському віснику» № XVII, 1827 року.

## Сюжет
Ніч. На човні пливуть старий-рибалка, що сидить з веслами, і юнак, що зосереджено дивився на берег. Юнак крикнув старому, щоб він причалював, а сам нетерпляче стрибнув у воду і самостійно доплив, поки старий свій човен приганяв і прив'язував біля підошв двох верб. На березі вони розводять багаття.
Золотоволосий хлопець, склавши руки на грудях, задумливо сидів з насупленим обличчям, потупивши блакитні очі. Одягнений він був у одяг слов'янина, а на стегні його висів слов'янський меч. Вже почало світати, як юнак заснув, і сняться йому його вже загиблі товариші, Великий Новгород, знайомий терем, що на вигляд здається занедбаним. Він швидко входить і підходить до світлиці. Входить і бачить у ліжку, під покровом, лежить мертва дівчина. Піднявши покрив, він видав слабкий стогін крізь сон, впізнавши в ній свою кохану, з оголеною раною на грудях. Він вигукує, хто міг таке створити і чує голос, який каже йому, що він винуватець.
Старий був одягнений у кудлату рубищу, а його неміючі руки, простягнуті до багаття, зігнуті кістки і худий лик видавали його вік. Зігрітий багаттям, він заснув. Уві сні він рибалив на річці, як раптом з'явилася хмара, пролунав грім, вода під човном почала кипіти. Зляканий він намагався спрямувати свій човен до берега, але той тріснув і розійшовся навпіл, і старий почав тонути.
Старий прокинувся і побачив початок ранку. Юнак ще спав. Крізь сон стогнав, обійнявши камінь. Старий обережно розбудив юнака, штовхнувши його ногою. Хлопець прокинувся і підвівся, виявивши сонячний схід. На вдячність старому за перевезення юнак простяг золото, але старий відмовився і благословивши його подальший шлях. Потім старий спустився до човна, відв'язав і пішов від берега, ще довго спостерігаючи за берегом і лісом, куди вже швидкими кроками йшов юнак.

## Плани твору
До цього часу належить задум трагедії, який дійшов до нас лише у вигляді кількох початкових віршів і кількох планів, у яких важко розрізнити які стосуються поеми чи трагедії. Усі вони представлені ниже:
1. Вадим закоханий. Рогнеда, дочка Гостомисла, вона невістка Громвала-слов'янина. Рюрика. Вадим та його зграя таяться біля могили Гостомисла. Вадим був у палаці та у місті — і призначив побачення Рогнеді. Ти знаєш Громвала — заріж його. Рогнеда, каяття її, спогади, з'являється Вадим. Рогнеда, Рюрік та Громвал, Рюрик та Громвал — зневага до народу самовладдя. Громвал його захищає. Вадим у Новгороді на вічі. Вісник — чутки — Рюрик! Рогнеда відкриває змову — бунт — бій — Вадим перед Рюриком. Вадим та Громвал, побачення, друзі дитинства.
2. Вадим — похмурої ночі прихований біля могили Гостомисла.
3. Славен заснує місто Слов'янськ. Вандал, син його; Гардорік та Гунігар, завойовники. Ізбор, Столпосвят і Володимир, одружений з Адвінд, сини його. Буривой, син Володимира, батько Гостомисла. Карамзін. Том 2, стор. 158. Подорож Данила до Єрусалиму за царювання Святополка (Мономах, половці).
4. Вечір, російський берег — тура — рибалка — Вадим — не спить — він вранці засинає — рибалка хоче його вбити — Вадим бачить уві сні Новгород, набіги, Гостомисла — Рюрика і Рогнеду — знову йде до Новгорода — (Нева). Могила Гостомисла, він знаходить там друга. І сцена трагедії. — Змовники збираються — клянуться померти за волю Новгорода. Тризна. Обряди Вадим призначає побачення Рогнеді. Весільний бенкет. Рюрик видає свою дочку за Стеміда — вправного полководця — гості сідають за столи, скатертини — наречена бачить — Вадим серед гостей. П'ють здоров'я Рюрика, братів, нареченого та нареченої, варягів. Вадим не п'є — чому. П'є здоров'я вірних громадян та новгородців.